# Университетская улица (Мытищи)
Университе́тская улица — одна из улиц города Мытищи.

## История, трасса и исторические здания
Университетская улица расположена вблизи железнодорожной станции Мытищи, соединяет Шараповский проезд и улицу Воровского, пересекает улицу Войкова.
За высоким забором находился Мытищинский завод художественного литья им. Е. Белашовой. На заболоченной территории около станции Мытищи первоначально располагалась Мытищинская машинно-тракторная станция. Вскоре на этом месте была организована скульптурная фабрика № 3. Фабрика летом 1938 года размещалась в здании барачного типа и сараях. С 1939 года она начала производить скульптуры из бетона. В 1946 году начался выпуск скульптурно-художественного литья из бронзы, чугуна, алюминия. Здесь были отлиты памятники Юрию Долгорукому (1954), Карлу Марксу (1961), Михаилу Кутузову (1966), Владимиру Высоцкому (1984), Александру Суворову (1980).
Следом за заводским забором шёл забор автошколы — одноэтажное каменное здание дореволюционной постройки. В ней помещалась контора кирпичного завода «Товарищества В. К. Шапошникова и М. В. Челнокова». Из кирпичей этого завода были возведены храм Спаса Нерукотворного (Клязьма), платформы Ярославского вокзала в Москве, административный корпус депо на станции Лосиноостровская, здание фабрики Абрикосовых (Москва), Церковь Покрова Пресвятой Богородицы (Черкизово).
Сейчас на месте кирпичного и скульптурного заводов построен ТЦ «Красный кит», ныне ведется строительство 2-й очереди.
- Дом № 9 — Ресторан «Бакинский бульвар». Это перестроенное одноэтажное здание конторы кирпичного завода, затем — первой школы № 1.
- Дом № 13/3 — Ветеринарная клиника.

## Перспективы
В будущем на улице будет проводиться застройка огромного по территории комплекса административных, торговых и офисных зданий, прилегающих к территории ТЦ «Красный кит». В 2019 году областное правительство утвердило проект планировки ТПУ «Мытищи», предусматривающий реконструкцию и обустройство Университетской улицы.